# Ueshima Coffee Company

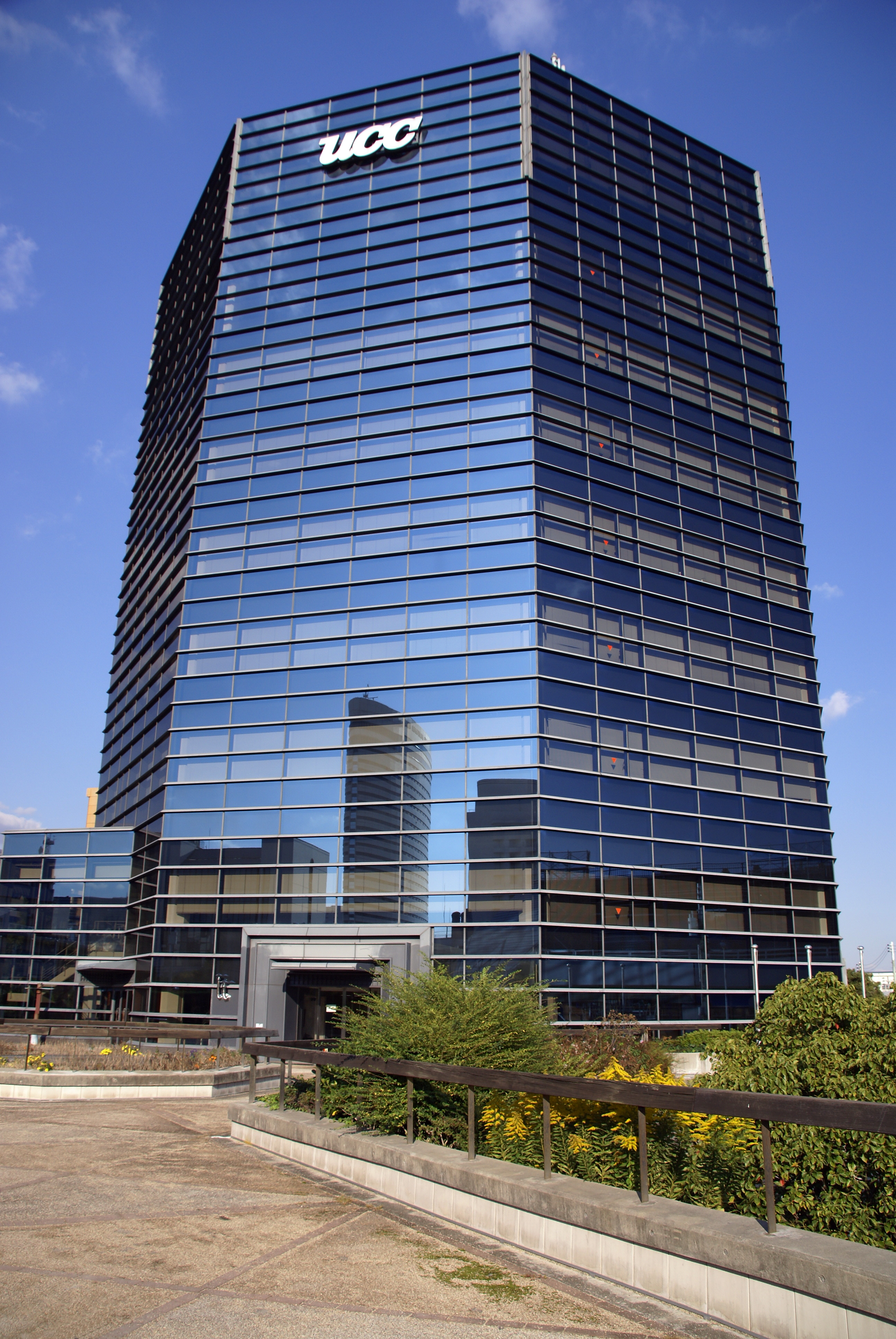
Головний офіс в Кобе.

UCC Ueshima Coffee (яп. UCC上島珈琲株式会社) — японська компанія-виробник кави. Заснована в 1933 році. Штаб-квартира знаходиться в японському місті Кобе. Основні виробничі потужності, також, розташовуються в Японії (є заводи в США і на острові Тайвань).
Продукція компанії експортується більш ніж в 10 країн світу.

## Історія компанії
- Починаючи з 1981 року UCC — перша з виробників кави, є власником плантації на Ямайці.
- У 1989 році компанія створює власні плантації на Гаваях.
- У 1995 році компанія стає власником плантацій в Індонезії.
- У 2002 році продукція вперше почала поставлятися до Росії.